# Batalha de Waren-Nossentin
A Batalha de Waren-Nossentin, ocorrida em 1 de novembro de 1806, viu soldados do Reino da Prússia liderados por August Wilhelm von Pletz e Ludwig Yorck von Wartenburg lutarem em uma ação de retaguarda contra as tropas do Primeiro Império Francês comandadas pelo marechal Jean-Baptiste Bernadotte. Embora forçados a ceder terreno, os prussianos conseguiram impedir que os franceses infligissem sérias perdas ou cortassem quaisquer unidades nesta ação da Guerra da Quarta Coalizão. Waren fica no extremo norte do Lago Müritz, cerca de 70 km (43 mi) sudeste de Rostock. Nossentin é uma pequena vila no Fleesen See (Lago Fleesen) a cerca 15 km (9 mi) a oeste de Waren.
Após a Batalha de Jena-Auerstedt em 14 de outubro de 1806, o imperador Napoleão lançou uma perseguição total aos prussianos derrotados. No final de outubro, os francos cortaram e capturaram um grande número de soldados prussianos perto de Prenzlau e Stettin. O corpo de Gebhard Leberecht von Blücher evitou a captura voltando para o oeste. Perto de Waren, Blücher se uniu a outro corpo prussiano e a força combinada retirou-se para o oeste.
Quando a retaguarda prussiana saiu de Waren, a primeira cavalaria francesa atacou. Esta ação iniciou uma batalha de um dia inteiro entre as tropas de Pletz e Yorck e os franceses. Embora Bernadotte tenha atacado vigorosamente, os prussianos escaparam intactos após vários confrontos. Em contraste com seu desempenho sombrio até o momento, os prussianos se saíram bem nessa luta.

## Antecedentes
A Batalha de Prenzlau em 28 de outubro de 1806 terminou com a capitulação do general de infantaria Frederico Luís, príncipe de Hohenlohe-Ingelfingen com seus 10.000 soldados prussianos sobreviventes ao marechal Joachim Murat.  Este desastre foi seguido pela Capitulação de Pasewalk em 29 de outubro e pela Capitulação de Stettin em 30 de outubro.  Nos próximos dias, os franceses varreram as forças prussianas na área em uma série de rendições em Boldekow em 30 de outubro, Anklam e Küstrin em 1 de novembro,  e Wolgast em 2 e 3 de novembro. 

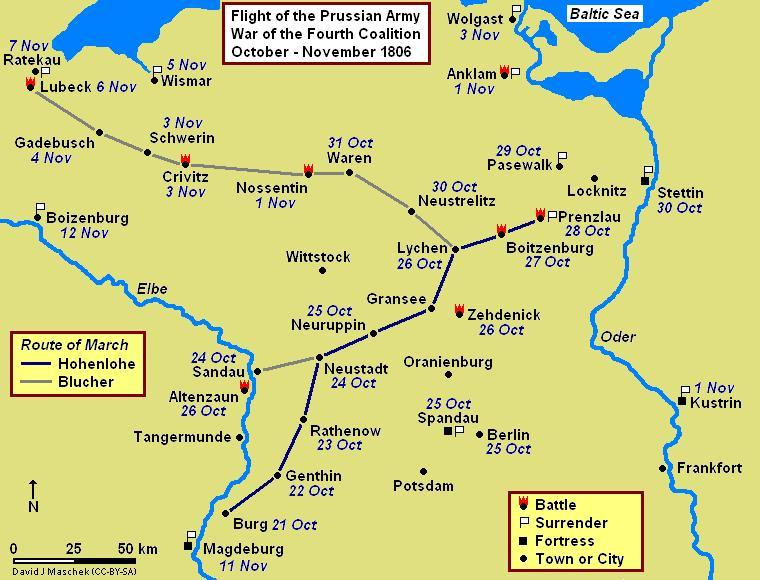
Campanha de Prenzlau-Lubeck, outubro-novembro de 1806, mostrando as rotas de marcha de Hohenlohe e Blücher

Desde 24 de outubro, o general-tenente Blücher serviu como comandante da retaguarda do príncipe Hohenlohe.  O comandante do I Corpo, Marechal Bernadotte  recebeu notícias de Hohenlohe no dia 25 quando estava em Brandenburg an der Havel e decidiu seguir os prussianos. De Nauen, o I Corpo moveu-se para nordeste no dia 26, para chegar a Oranienburg no dia 27. Movendo-se para o norte, os franceses chegaram a Fürstenberg no dia 28 antes de virar para nordeste para chegar a Boitzenburg no dia 29. Em 30 de outubro, Bernadotte recebeu relatos de que Blücher voltou para Neustrelitz. 

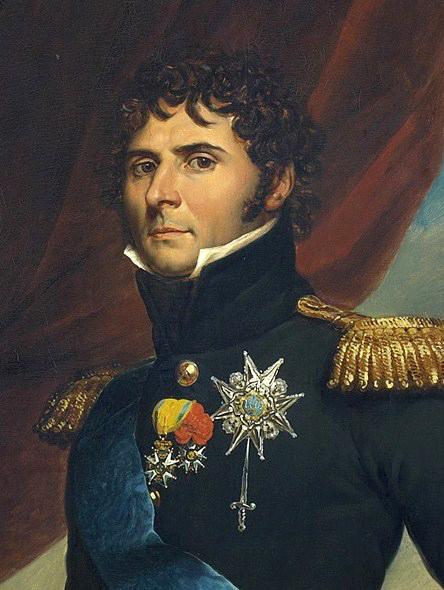
Marechal Bernadotte

Bernadotte enviou o coronel Étienne Maurice Gérard com seu 2º Regimento de Hussardos  para perseguir a retirada prussiana e virou seu corpo para noroeste no dia 30. Além de capturar 400 soldados e várias carroças, Gérard garantiu a informação de que Blücher estava indo para Waren. Naquela noite, as tropas de Bernadotte chegaram a Burg Stargard, 8 km (5 mi) sudeste de Neubrandenburg. Nessa época, o IV Corpo do Marechal Nicolas Soult estava em Wusterhausen, ao norte de Neustadt an der Dosse. 
Em 31 de outubro, Blücher juntou-se à coluna do general-tenente Johann Friedrich von Winning perto de Waren.  A força de Winning, originalmente liderada pelo General Karl August, Grão-Duque de Saxe-Weimar-Eisenach, não chegou a tempo de lutar na batalha de Jena-Auerstedt em 14 de outubro e estava atrás de Blücher desde então.  Winning queria chegar a Rostock ao norte e, para isso, ordenou que o general-mor Karl Georg Friedrich von Wobeser avançasse e preparasse o porto para a evacuação. No entanto, Blücher cancelou a operação de Rostock em favor de sua própria ideia, que era cruzar a margem oeste do Elba em Boizenburg. Ele esperava se juntar ao general Karl Ludwig von Lecoq no ex- eleitorado de Hanôver ou ao general-tenente Franz Kasimir von Kleist em Magdeburg. Para isso, enviou oficiais para recolherem barcos e mantimentos na área. Blücher organizou seu exército em dois corpos. Ele deu o comando do I Corpo de 11.000 homens para Winning, mantendo o controle do II Corpo de 10.000 homens. Os prussianos tinham um contingente de cavalaria particularmente poderoso, com 80 esquadrões no total. Cada corpo foi subdividido em duas divisões pesadas e uma ligeira. 
Ao todo, 47.252 soldados franceses estavam caçando Blücher. Bernadotte tinha 15.450, Soult liderou 24.375, o General de Divisão Louis Michel Antoine Sahuc e sua 4ª Divisão de Dragões numerados 2.550 soldados, General de Divisão Emmanuel Grouchy e sua 2ª Divisão de Dragões tinha 2.432 cavaleiros, General de Brigada Antoine Lasalle contou 785 hussardos, e a 2ª Divisão de couraceiros do general de Divisão Jean-Joseph Ange d'Hautpoul incluía 1.660 cavaleiros. Bernadotte deixou seus homens menos aptos em Neubrandenburg e pressionou com 12.000. Enquanto isso, Murat e sua cavalaria estavam varrendo para o oeste através da Pomerânia Ocidental. 

## A batalha

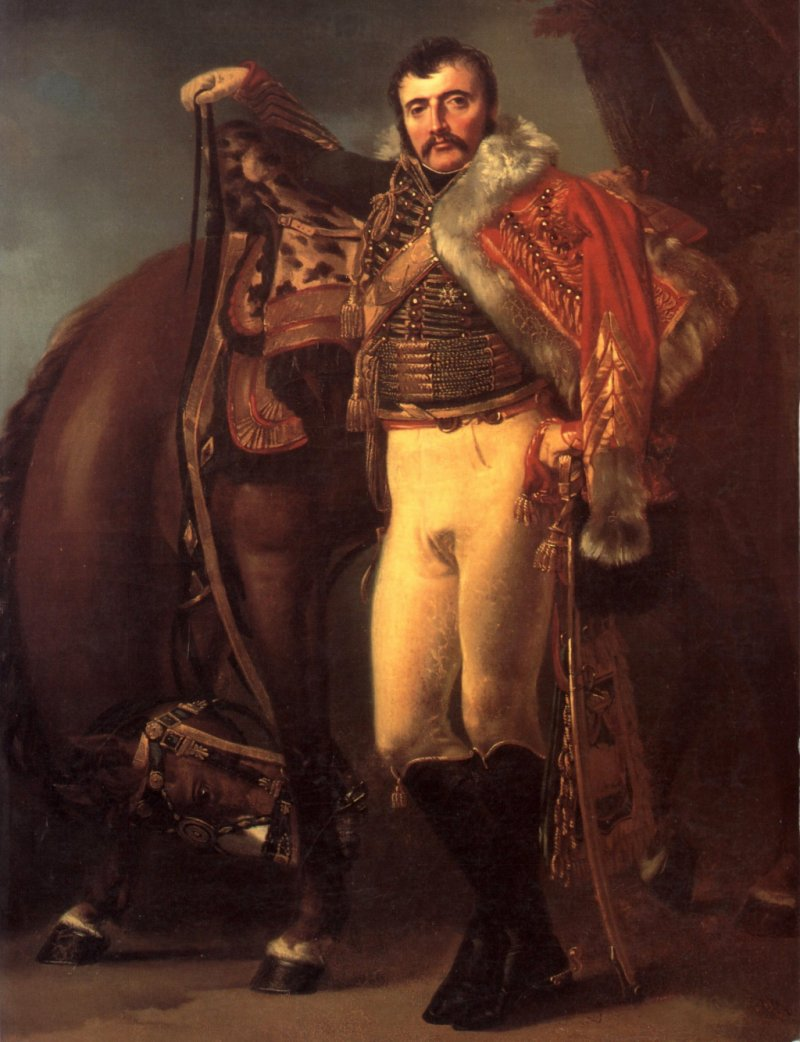
Claude-Étienne Guyot

Na manhã de 1º de novembro, os prussianos deixaram Waren. Blücher mudou-se para o nordeste via Hohen Wangelin, coberto por uma retaguarda sob o comando do general-mor Friedrich Gottlieb von Oswald. Winning marchou para o leste ao longo da margem norte de vários lagos, cobertos pela retaguarda do oberst von Pletz. Naquela manhã em Waren,  o coronel Claude-Étienne Guyot com os 400 homens do 22º Chasseurs à Cheval do corpo de Soult cercaram e capturaram o Major Schmude e 170 dragões. No entanto, quando Guyot tentou avançar pela cidade, Pletz contra-atacou com 850 cavaleiros do Regimento de Hussardos Nº 7 Köhler. Por uma perda de apenas um morto, 15 feridos e 10 desaparecidos, os hussardos prussianos jogaram a cavalaria de Guyot de volta para Waren e libertaram Schmude e seus homens. Os franceses perderam seis oficiais mortos ou feridos, mais de 40 homens capturados e um número desconhecido de mortos ou feridos nesta pequena vitória prussiana. 

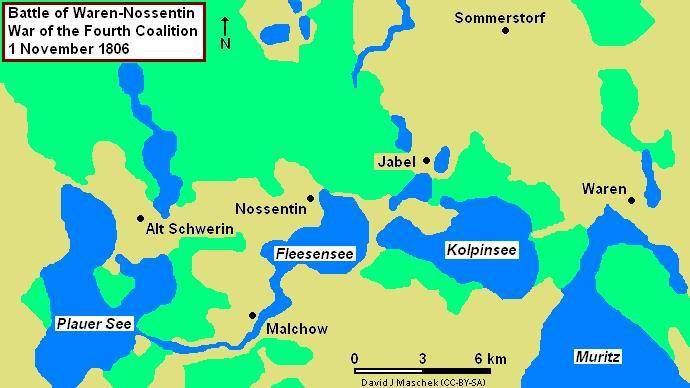
Batalha de Waren-Nossentin, 1 de novembro de 1806, mostrando florestas e lagos.

Após a derrota de Guyot, a cavalaria de Bernadotte chegou a Waren para dar aos franceses seis regimentos na área.  O general da Brigada Jacques Louis François Delaistre de Tilly liderou a cavalaria do I Corpo, composta pelo 2º e 4º Regimentos de Hussardos e pelo 5º Regimento de Chasseur à Cheval. O general de Brigada Pierre Margaron comandou a cavalaria do IV Corpo, incluindo o 8º Regimento de Hussardos, e os 11º, 16º e 22º Regimentos de Chasseur à Cheval. Smith lista sete regimentos, não seis. Ou Petre estava enganado sobre seis regimentos ou um dos de Margaron não estava presente em Waren.  Nos arredores de Waren, a cavalaria ligeira francesa iniciou uma série de escaramuças com os cavaleiros prussianos que duraram das 10h00 às 13h00. Enquanto isso, a retaguarda prussiana sob Yorck assumiu uma posição defensiva entre dois lagos na aldeia de Jabel.  Os lagos perto de Jabel são o Jabelscher See ao sul e o Loppiner See ao norte. 

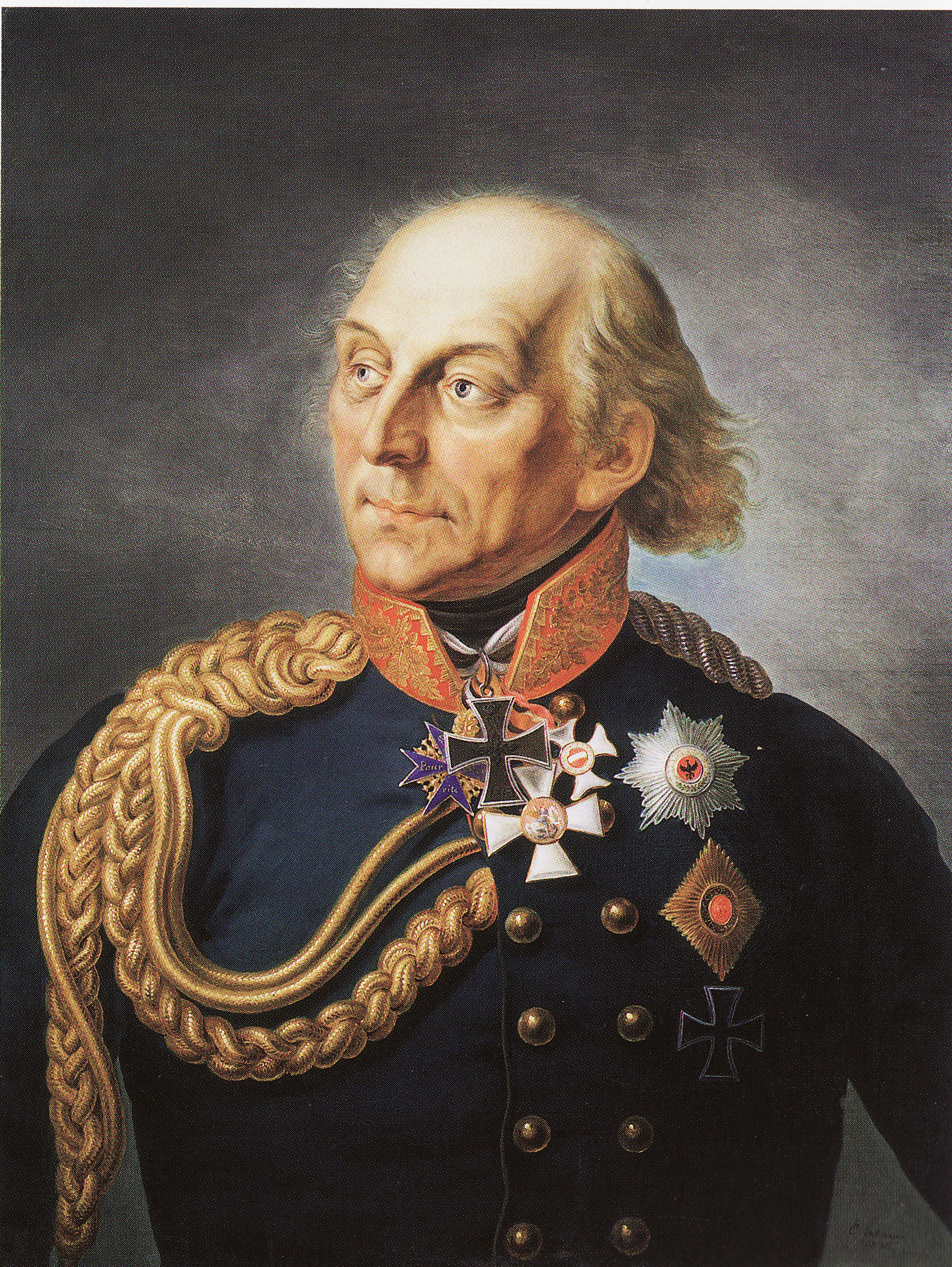
Ludwig York

Enquanto o historiador Francis Loraine Petre observa que Pletz era o comandante da retaguarda, ele credita a Yorck o controle tático da batalha. Sob a direção de Yorck estavam três batalhões de fuzileiros, seis companhias de jägers e 20 esquadrões de hussardos. General de Divisão Anne Jean Marie René Savary chegou com uma força-tarefa composta pelo 1º Hussardos e 7º Chasseurs à Cheval, dando aos franceses um total de oito regimentos de cavalaria. Savary detectou a retaguarda de Oswald em Sommerstorf a noroeste de Waren e preparou-se para atacar, mas Bernadotte o chamou de volta para Jabel. Os dois lados trocaram tiros de artilharia em Jabel por uma hora antes de Yorck recuar para a floresta em direção a Nossentin. Liderados pelo 9º Regimento de Infantaria Ligeira da divisão do General de Divisão Pierre Dupont de l'Etang, os franceses avançaram para a floresta para encontrar uma vigorosa resistência dos jägers e fuzileiros prussianos. 
Por fim, a força de Bernadotte passou pela borda oeste da floresta para encontrar os homens de Yorck esperando por eles. O flanco direito prussiano repousava no lago Fleesen, o centro na aldeia de Nossentin e o flanco esquerdo em terreno pantanoso. Yorck colocou sua infantaria na linha de frente com seus cavaleiros na retaguarda. Depois que um regimento de hussardos francês foi repelido de Nossentin, Bernadotte comprometeu o general de divisão Jean-Baptiste Drouet, divisão do conde d'Erlon ao ataque.  A divisão de sete batalhões de Drouet incluía a 27ª Infantaria Ligeira e os 94º e 95º Regimentos de Infantaria de Linha. 
Ao mesmo tempo, o marechal tentou virar o flanco esquerdo prussiano com sua cavalaria. O ataque da cavalaria falhou em meio a pântanos e valas cheias de água, mas Drouet expulsou os homens de Yorck da aldeia após uma dura luta. Durante as manobras de cavalaria ineficazes, Bernadotte foi jogado de seu cavalo e montado pelo 5º Regimento de Chasseurs à Cheval. Yorck retirou-se para Alt Schwerin, chegando lá às 22:00 daquela noite. 

## Resultado

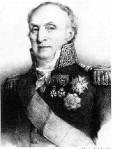
General Drouet

Mais tarde, Bernadotte afirmou ter lutado contra 12.000 ou mais prussianos, enquanto Soult estimou que havia entre 5.000 e 6.000 inimigos. Petre, que não dá números de baixas, sugeriu que os prussianos tinham apenas cerca de 2.000 infantaria e 2.000 cavalaria disponíveis, além de meia bateria de artilharia a cavalo, além de canhões regimentais.  Como uma bateria a cavalo prussiana compreendia seis canhões de 6 libras e dois obuses de 7 libras, a meia bateria de Yorck devia ter quatro canhões. Gunther E. Rothenberg afirma que os batalhões de fuzileiros não usavam armas regimentais em 1806. 
Quando Murat ouviu falar sobre os combates em Waren e Nossentin, ele abandonou sua marcha em Rostock e decidiu marchar em auxílio do I Corpo. Mais tarde, ele descobriu que Bernadotte e Soult deram as mãos e perceberam que não precisavam de sua ajuda.  Petre credita o sucesso prussiano à competência tática de Yorck e ao fato de que suas tropas perderam o desastre de Jena-Auerstedt. Yorck percebeu quando cada uma de suas posições se tornou insustentável e emitiu ordens para recuar bem a tempo. Em seu relatório pós-batalha, Bernadotte admitiu que seus inimigos lutaram bem, mas tentaram minimizar a ação. Savary criticou Bernadotte por não apoiar sua cavalaria com ataques de infantaria.  A perseguição francesa continuou até que Blücher foi esmagado na Batalha de Lübeck em 6 de novembro.